# Mus charoset
Mus charoset – słodki deser i przystawka podawana podczas święta Pesach oraz sederowy wieczór.
Składniki potrawy to orzechy, migdały, jabłka, wino, cynamon do smaku.
Utarte i sparzone migdały z orzechami mieszamy z tartym jabłkiem, następnie zalewamy winem, aby powstała jednolita masa, na koniec doprawiamy cynamonem.